# Eerste Kamerverkiezingen 1995
De Eerste Kamerverkiezingen van 1995 waren reguliere Nederlandse verkiezingen voor de Eerste Kamer der Staten-Generaal. Zij vonden plaats op 29 mei 1995.
Bij deze verkiezingen kozen de leden van Provinciale Staten - die op 8 maart 1995 bij de Statenverkiezingen gekozen waren - een nieuwe Eerste Kamer.
De door de leden van Provinciale Staten uitgebrachte stemmen hadden niet alle dezelfde waarde; zij werden gewogen aan de hand van de bevolkingscijfers van de provincies. 
De uitslag van de verkiezingen was als volgt:
| Partij                                         | Zetels | Zetels | +/− |
| Partij                                         | 1991   | 1995   | +/− |
| ---------------------------------------------- | ------ | ------ | --- |
| Volkspartij voor Vrijheid en Democratie        | 12     | 23     | +11 |
| Christen-Democratisch Appèl                    | 27     | 19     | −8  |
| Partij van de Arbeid                           | 16     | 14     | −2  |
| Democraten 66                                  | 12     | 7      | −5  |
| GroenLinks                                     | 4      | 4      | 0   |
| Staatkundig Gereformeerde Partij               | 2      | 2      | 0   |
| AOV/Unie 55+                                   | 0      | 2      | +2  |
| Gereformeerd Politiek Verbond                  | 1      | 1      | 0   |
| Reformatorische Politieke Federatie            | 1      | 1      | 0   |
| Platform van Onafhankelijke Groepen/De Groenen | 0      | 1      | +1  |
| Socialistische Partij                          | 0      | 1      | +1  |
| Totaal                                         | 75     | 75     | 0   |

## Gekozenen
Bij deze verkiezingen waren alle 75 leden aftredend, van wie 42 herkozen werden. Drie leden werden met doorbreking van de lijstvolgorde met voorkeurstemmen gekozen: Martin Batenburg (AOV/Unie 55+), Marten Bierman (Platform van Onafhankelijke Groepen/De Groenen) en Meine Pit (PvdA).
*1850 · 1853 · 1856 · 1859 · 1862 · 1865 · 1868 · 1871 · 1874 · 1877 · 1880 · 1883 · *1884 · 1887 (I) · *1887 (II) · *1888 · 1890 · 1893 · 1896 · 1899 · 1902 · *1904 · 1907 · 1910 · 1913 · 1916 · *1917 · 1919 · *1922 · *1923 · 1926 · 1929 · 1932 · 1935 · *1937 · *1946 · *1948 · 1951 · *1952 · 1955 · *1956 (I) · *1956 (II) · 1960 · *1963 · 1966 · 1969 · *1971 · 1974 · 1977 · 1980 · *1981 · *1983 · *1986 · 1987 · 1991 · 1995 · 1999 · 2003 · 2007 · 2011 · 2015 · 2019 · 2023

* algemene verkiezingen in verband met vervroegde ontbinding van de Eerste Kamer

vanaf 1987 bedraagt de vaste zittingstermijn van de Eerste Kamer vier jaar